# Československé závody kovodělné a strojírenské
Československé závody kovodělné a strojírenské byl ústřední orgán, který měl formu národního podniku, sídlil na adrese Praha II., Jungmannova 29. Dekretem presidenta republiky č.100/1945 z 24. října 1945 bylo znárodněno celkem 160 strojírenských a kovodělných podniků s 260 závody.

## Vznik
Rozhodnutím vlády ze dne 16. listopadu 1945 vznikla instituce Československé závody kovodělné a strojírenské (ČZKS), která zastřešila tři národní podniky:
- Automobilové závody, n. p. vzniklé vyhláškou č. 1293/1946 Ú. l.
- Letecké závody, n. p. vzniklé vyhláškou 1377/1946 Ú. l.
- PAL, spojené závody pomocného automobilového a leteckého průmyslu n. p. vzniklé vyhláškou 1378/1946 Ú.l.

## Ústřední orgány
Dne 9. listopadu 1948 byla v deníku Rudé právo zveřejněna informace, že v Československu bylo základních hospodářských 16 oborů, které dostaly v rámci Dvouletého hospodářského plánu úkoly pro období let 1947 a 1948. Počet oborů se postupně zvýšil na 25 jednotek. V čele každého oboru stál Ústřední orgán, který měl funkci direktivní, ale také ekonomickou, protože se spolupodílel na finančních operacích podřízených národních podniků. 
Ústřední orgány byly podřízeny jednotlivým ministerstvům.

## Ústřední orgán Československé závody kovodělné a strojírenské
Ústřední orgán Československé závody kovodělné a strojírenské řídil tyto národní podniky:

#### V Čechách, na Moravě a ve Slezsku
- AGROSTROJ, závody na hospodářské stroje, Brandýs nad Labem (Wichterle & Kovařík, Melichar & Umrath, bratři Paříkové, Knotek, Astur, Bächer)[4][5]+(Slavia, Pracner, Hofherr Schrantz, Rausendorf, Schicht)[6][7]
- ALBA západočeské strojírny a slévárny, Hořovice
- AUTOMOBILOVÉ ZÁVODY, Mladá Boleslav
- AUTO PRAGA, Praha
- BATERIA, závody na akumulátory, Slaný
- BRANECKÉ ŽELEZÁRNY, Branka
- ČESKÁ ZBROJOVKA, Strakonice
- ČESKOMORAVSKÁ-KOLBEN-DANĚK, Praha
- DYNAMOCARBON, Teplice-Šanov
- ELEKTRO-PRAGA, Praha
- ELEKTRO SIGNAL PRAGA, závody na výrobu zabezpečovacích zařízení, Praha
- ELEKTROSVIT, Brno
- ELEKTROTECHNICKÉ ZÁVODY KŘIŽÍK, Praha
- FERRUM, Frýdlant nad Ostravicí
- HEFA, Praha
- CHOTĚBOŘSKÉ KOVODĚLNÉ ZÁVODY, Chotěboř
- CHRONOTECHNA, závody na výrobu hodin, Šternberk na Moravě
- IGLA, České Budějovice
- INSTALAČNÍ ZÁVODY, Plzeň
- JANKA, závody na výrobu zařízení vzduchotechnických, Radotín
- KAROSA, Vysoké Mýto
- KOH-I-NOOR, spojené kovoprůmyslové závody, Praha
- KOVOLIS, Čáslav
- KOVONA, továrny na kovový nábytek, Praha
- LET, Praha
- MEOPTA, spojené závody na jemnou mechaniku a optiku, Přerov
- METRA, závody na měřící přístroje, Blansko
- MEVA, závody na výrobu plechového zboží , Praha
- MILA, závody na šicí stroje, Opava
- MORAVIA, Mariánské Údolí u Olomouce
- MORAVSKÉ ELEKTROTECHNICKÉ ZÁVODY, Olomouc
- MORAVSKOSLEZSKÁ ARMATURKA, Dolní Benešov u Hlučína
- OKULA, závody na brýlovou mechaniku a optiku, Chomutov
- OSTRAVSKÁ SLÉVÁRNA A STROJÍRNA, Ostrava
- PAL, spojené závody pomocného automobilního a leteckého průmyslu, České Budějovice
- PERUN, závody na stroje přádelnické a čistírenské, Praha
- PILANA, továrna na pily a nástroje dřevoobráběcí, Hulín
- PRVNÍ BRNĚNSKÁ A KRÁLOVOPOLSKÁ STROJÍRNA, Gottwaldovy závody, Brno
- RADOVAN, výroba hraček, Praha
- SEVEROČESKÁ ARMATURKA, Ústí nad Labem
- SEVEROČESKÉ STROJÍRNY A SLÉVÁRNY, Praha (Žandov, Thiele, Roscher, Rutez, Scheider, Hübner-Billig, Kema, Jäggle, J.W.Ludvig, Fleissner, bratři Bártlové, Zimmer)[6]
- SIGMA-PUMPY, Olomouc
- SPOJENÉ BRNĚNSKÉ STROJÍRNY A SLÉVÁRNY, Brno
- SPOJENÉ TOVÁRNA NA OBRÁBĚCÍ STROJE, Praha
- STAVOSTROJ, závody na výrobu stavebních strojů, Praha
- ŠKODOVY ZÁVODY, Plzeň
- TATRA, Kopřivnice
- TEPLICKÁ STROJÍRNA, Teplice-Šanov
- TESLA, Praha
- TOVÁRNA MLÝNSKÝCH STROJŮ A STAVBA MLÝNŮ, Pardubice
- TOVÁRNY STAVEBNÍHO KOVÁNÍ, Boskovice
- TRANSPORTA, závody na výrobu dopravních zařízení, Chrudim
- ZÁVODY NA DRÁTĚNÁ LANA, Praha
- ZÁVODY NA VÝROBU CHLADÍCÍCH A POTRAVINÁŘSKÝCH STROJŮ, Kolín
- ZÁVODY NA VÝROBU KERAMICKÝCH STROJŮ, Praha
- ZÁVODY LÉČEBNÉ MECHANIKY, Praha
- ZÁVODY UMĚLECKÉ KOVOVÝROBY, Praha
- ZBROJOVKA BRNO, Brno

V seznamu uvedeném v „Nové zákony a nařízení Československé republiky" jsou rozdíly.
Není uvedeno:
- AUTO PRAGA, Praha
- DYNAMOCARBON, Teplice-Šanov
- ELEKTRO SIGNAL PRAGA, závody na výrobu zabezpečovacích zařízení, Praha
- ELEKTROSVIT, Brno
- IGLA, České Budějovice
- KAROSA, Vysoké Mýto
- MORAVSKOSLEZSKÁ ARMATURKA, Dolní Benešov u Hlučína
- RADOVAN, výroba hraček, Praha
- STAVOSTROJ, závody na výrobu stavebních strojů, Praha
- TOVÁRNY STAVEBNÍHO KOVÁNÍ, Boskovice
- ZÁVODY LÉČEBNÉ MECHANIKY, Praha
- ZÁVODY UMĚLECKÉ KOVOVÝROBY, Praha

Bylo uvedeno:
- Ignis, závody na výrobu průmyslových pecí
- Podmokelská strojírna a kotlárna
- Spojené smaltovny a závody na kovové zboží
- Závody na výrobu zabezpečovacích zařízení

#### Na Slovensku
KOVOROBNÉ A STROJÁRENSKÉ ZÁVODY NA SLOVENSKU, Bratislava, Rooseveltovo nám. 4
- KABLO, Bratislava
- KRIVÁŇ-ČKD, Turčianský Svätý Martin - Bratislava
- OMNIA, strojárne a automechanika, Bratislava
- POVÁŽSKÉ STROJÁRNE, Povážská Bystrica
- SANDRIK, spojené závody na výrobu strieberného tovaru, Bratislava
- SLOVENSKÉ ZÁVODY NA SMALTOVANÝ A ŽELEZNÝ TOVAR, Bratislava
- STREDOSLOVENSKÉ ŽELEZIARNE, Podbrezová

## Organizační schéma
Československé závody kovodělné a strojírenské vedl generální ředitel Dr. Ing. František Fabinger, bývalý přednosta strojního oddělení Ředitelství vítkovických kamenouhelných dolů v Moravské Ostravě. Náměstky byli Ing. Antonín Fried, Ing. Alfons Polzer, Ing. Jan Novák.
Ze seznamu (schématu) je patrné, že v českých zemích byla organizace třístupňová:
ministerstvo → ústřední orgán (národní podnik) → konkrétní národní podnik

## Reorganizace I.
Ředitel Dr. ing. František Fabinger uvedl, že Československé závody kovodělné a strojírenské řídí v důsledku druhé vlny znárodňování 66 národních podniků s . cca 1 100 závody. Proto bude počátkem roku 1949 rozdělen na tři menší národní podniky. Reorganizace byla provedena k 1. květnu 1949 a Československé závody kovodělné a strojírenské byly rozděleny na podniky, resp. generální ředitelství:
- Kovo, a. s.;
- Československé závody těžkého strojírenství, Praha II., Jungmannova 29
- Československé závody přesného strojírenství, Praha II.. Štěpánská 15
- Československé závody lehkého kovoprůmyslu, Praha II. Na příkopě 14
- Československé závody automobilové a letecké (ČZAL)[15] Praha X., Křižíkova 38
  - ČZAL rozhodnutím vlády z 20. března 1951 byl od 2. dubna 1951 přejmenován na Československé závody na výrobu vozidel (ČZVV)
  - ČZVV byl vládním rozhodnutím z 1. září 1951 zrušen a nahrazen podnikem Československé závody všeobecné kovovýroby (ČZVK)[1]

## Reorganizace II.
Nařízení vlády č. 74/1951 Sb. ze dne 7. září 1951 zřídilo nová ministerstva. Z ministerstva těžkého průmyslu se zřídilo:
- ministerstvo paliv a energetiky
- ministerstvo hutního průmyslu a rudných dolů
- ministerstvo chemického průmyslu
- ministerstvo těžkého strojírenství
- ministerstvo všeobecného strojírenství

Se zřízením ministerstva těžkého strojírenství bylo zrušeno:
- generální ředitelství Československé závody těžkého strojírenství
- generální ředitelství Československé závody všeobecného strojírenství
- generální ředitelství Československé závody přesného strojírenství
- oblastní ředitelství Strojárenské závody na Slovensku

Se zřízením ministerstva všeobecného strojírenství bylo zrušeno:
- generální ředitelství Československé závody na výrobu vozidel

Dr. ing. František Fabinger už jako ředitel Československých závodů těžkého strojírenství pronesl, že z bývalých 20 národních podniků v těžkém strojírenství vznikne 64 podniků nových.
Na návrh ministra těžkého průmyslu G. Klimenta usnesla se vláda, aby národní podniky kovoprůmyslové byly rozděleny do pěti generálních ředitelství, místo dosavadních čtyř. Tato reorganisace umožní, aby byla urychlena specialisace a čištění výrobních programů našich kovoprůmyslových závodů. Nově se zřizuje generální ředí., telství československé závody všeobecné kovovýroby, které bude mít sídlo v Plzni. Dosavadní generální ředitelství československé závody všeobecného strojírenství a kovovýroby bude přeměněno na generální ředitelství československé závody všeobec. ného strojírenství, československé závody automobilové a letecké budou nadále používat názvu Československé závody na výrobu vozidel. Dosavadní generální ředitelé zůstávají na svých místech, generální ředitel všeobecné kovovýroby bude jmenován dodatečně. V této souvislosti bylo zároveň oblastní ředitelství všeobecné kovovýroby přeměněno na oblastní ředitelství s názvem Strojírenské závody na Slovensku.